# Geographic Return
Geographic Return oder Geo-Return ist ein Grundprinzip der Handhabung der Finanzen der Europäischen Weltraumorganisation (ESA). Demnach erhält jeder Staat den Großteil seines staatlichen Finanzbeitrags an die ESA als Industrieauftrag quasi wieder zurück.

## Prinzip
ESA-Mitgliedsstaaten zahlen einen Mitgliedsbeitrag an die ESA, um das Entwickeln von Hochtechnologien und das Betreiben von Raumfahrt europäischer Nationen zu ermöglichen. Im Rahmen des Geo-Return erhalten die Mitgliedsstaaten, im Verhältnis zu ihren Beiträgen, gleichwertige Hightech-Raumfahrtaufträge an ihre Branchen zurück.
Kleinere europäische Länder sind in der Regel nicht in der Lage wettbewerbsfähige Angebote für Weltraumverträge abzugeben. Geo-Return sichert ihnen aber durch die hinterlegten Quoten trotzdem Auftragsvolumina zu. Geo-Return zielt somit nicht darauf ab, die Effizienz sowohl der eingesetzten Finanzmittel, als auch der Projekt- und Fertigungsketten zu steigern, sondern verfolgt andere Ziele wie zum Beispiel die Entwicklung von Hightech-Sektoren in allen Mitgliedsstaaten. Das Abkommen ist somit vor allem für kleinere europäische Länder ein wesentlicher Anreiz Mitglied der ESA zu sein, da die Beiträge nicht nur wettbewerbsfähigen Ländern zugutekommen.
Die Berechnung der Rückführungen erfolgt alle fünf Jahre, auf deren Wege 85 % des ESA-Budgets wieder in die europäische Industrie zurückgeführt werden. Ausgeschlossen von dieser Rückführungspflicht sind Aktivitäten, die im Auftrag anderer institutioneller Partner durchgeführt werden. Die Aufteilung solcher Verträge folgt demnach den Raumfahrtkompetenzen europäischer Länder, welche jedoch den Beiträgen wiederum sehr nahe kommt.

## Ausnahme Ariane 6
Bei der Entwicklung der Ariane 6 wird das Geo-Return-Prinzip ausgesetzt. Der Grund hierfür liegt, vor allem wegen des Wettbewerbers SpaceX und dessen teilweise wiederverwendbarer Rakete Falcon 9, im international stark umkämpften Trägerraketen-Markt. Um auf diesem Markt bestehen zu können, entschied die ESA, alle erforderlichen Maßnahmen zu ergreifen, um wettbewerbsfähig zu bleiben.